# Amira Ould Braham
Amira Ould Braham (in arabo أميرة ولد براهم‎?; Aïn El Hammam, 17 febbraio 1998) è una calciatrice algerina con cittadinanza francese, centrocampista del Trabzonspor e della nazionale algerina.

## Carriera

### Club
Nata in Algeria, da piccola di trasferisce in Francia con la famiglia. 
Qui inizia a giocare a calcio nel club della cittadina di Villeneuve-le-Roi, prima di entrare nelle giovanili del FCF Juvisy nel 2011.
Dopo svariati anni, nella sua stagione di debutto in prima squadra, quella 2016-2017, esordisce nella massima serie francese, ottenendo un totale di 3 presenze complessive.
Terminato l'anno, passa al VGA Saint-Maur.
La stagione successiva, il 2 luglio 2018, diventa una nuova calciatrice dell'Orléans, squadra della quale diventa nel giro di poco tempo diventa anche capitano, prima di passare al Brest.
Il 25 luglio 2023 passa al Nantes.
Nel corso della prima stagione, giocata in seconda serie, disputa 19 gare e segna una rete: alla 7ª giornata contro il Montauban. In tal modo contribuisce ad ottenere la prima promozione in massima serie da parte delle canarine.
L'anno successivo debutta nella nuova Première Ligue con la maglia delle canarine, in occasione della prima giornata di campionato contro il Le Havre.
Gioca 17 partite in stagione senza segnare una rete e al termine della stessa lascia il club.
Ormai svincolata, il 5 luglio 2025 viene annunciata come nuovo acquisto del Trabzonspor.

### Nazionale
In possesso della doppia cittadinanza, ad inizio carriera decide inizialmente di accettare le convocazioni delle varie selezioni giovanili francesi giocando per l'under-17, con cui nel 2015 gioca l'europeo di categoria, l'under-19 e l'under-20.
Nell'ottobre 2021 riceve la prima convocazione da parte della nazionale maggiore algerina. Ould Braham accetta la convocazione e il 20 ottobre seguente debutta nella storica vittoria per 14-0 contro il Sudan, in cui segna anche una doppietta.
Da quel momento viene convocata con regolarità in nazionale, prendendo parte a tutte le gare di qualificazione alla Coppa d'Africa, per la quale riceve la convocazione ufficiale il 24 giugno 2025. Nel corso del torneo prende parte a tutte e quattro le gare disputate da les vertes, inclusa la gara dei quarti di finale contro il Ghana conclusa con la sconfitta ai rigori, che ha sancito l'eliminazione dal torneo per Ould Braham e le sue compagne.

## Statistiche

### Presenze e reti nei club
Statistiche aggiornate al 5 luglio 2025.
| Stagione        | Squadra         | Campionato      | Campionato | Campionato | Coppe nazionali | Coppe nazionali | Coppe nazionali | Coppe continentali | Coppe continentali | Coppe continentali | Altre coppe | Altre coppe | Altre coppe | Totale | Totale |
| Stagione        | Squadra         | Comp            | Pres       | Reti       | Comp            | Pres            | Reti            | Comp               | Pres               | Reti               | Comp        | Pres        | Reti        | Pres   | Reti   |
| --------------- | --------------- | --------------- | ---------- | ---------- | --------------- | --------------- | --------------- | ------------------ | ------------------ | ------------------ | ----------- | ----------- | ----------- | ------ | ------ |
| 2016-2017       | FCF Juvisy      | D1              | 3          | 0          | CF              | 1               | 0               | -                  | -                  | -                  | -           | -           | -           | 4      | 0      |
| 2017-2018       | VGA Saint-Maur  | D2              | 13         | 0          | CF              | 1               | 0               | -                  | -                  | -                  | -           | -           | -           | 14     | 0      |
| 2018-2019       | Orléans         | D2              | 20         | 1          | CF              | 0               | 0               | -                  | -                  | -                  | -           | -           | -           | 20     | 1      |
| 2019-2020       | Orléans         | D2              | 1          | 0          | CF              | 0               | 0               | -                  | -                  | -                  | -           | -           | -           | 1      | 0      |
| 2020-2021       | Orléans         | D2              | 1          | 0          | CF              | 0               | 0               | -                  | -                  | -                  | -           | -           | -           | 1      | 0      |
| 2021-2022       | Orléans         | D2              | 15         | 1          | CF              | 1               | 1               | -                  | -                  | -                  | -           | -           | -           | 16     | 2      |
| Totale Orléans  | Totale Orléans  | Totale Orléans  | 37         | 2          |                 | 1               | 1               |                    | -                  | -                  |             | -           | -           | 38     | 3      |
| 2022-2023       | Brest           | D2              | 18         | 0          | CF              | 1               | 0               | -                  | -                  | -                  | -           | -           | -           | 19     | 0      |
| 2023-2024       | Nantes          | D2              | 19         | 1          | CF              | 3               | 1               | -                  | -                  | -                  | -           | -           | -           | 22     | 2      |
| 2024-2025       | Nantes          | PL              | 17         | 0          | CF              | 2               | 0               | -                  | -                  | -                  | -           | -           | -           | 19     | 0      |
| Totale Nantes   | Totale Nantes   | Totale Nantes   | 36         | 1          |                 | 5               | 1               |                    | -                  | -                  |             | -           | -           | 41     | 2      |
| 2025-2026       | Trabzonspor     | SL              | 0          | 0          | -               | -               | -               | -                  | -                  | -                  | -           | -           | -           | 0      | 0      |
| Totale carriera | Totale carriera | Totale carriera | 107        | 3          |                 | 9               | 2               |                    | -                  | -                  |             | -           | -           | 116    | 5      |

### Cronologia presenze e reti in nazionale
| Cronologia completa delle presenze e delle reti in nazionale ― Algeria | Cronologia completa delle presenze e delle reti in nazionale ― Algeria | Cronologia completa delle presenze e delle reti in nazionale ― Algeria | Cronologia completa delle presenze e delle reti in nazionale ― Algeria | Cronologia completa delle presenze e delle reti in nazionale ― Algeria | Cronologia completa delle presenze e delle reti in nazionale ― Algeria | Cronologia completa delle presenze e delle reti in nazionale ― Algeria | Cronologia completa delle presenze e delle reti in nazionale ― Algeria |
| Data                                                                   | Città                                                                  | In casa                                                                | Risultato                                                              | Ospiti                                                                 | Competizione                                                           | Reti                                                                   | Note                                                                   |
| ---------------------------------------------------------------------- | ---------------------------------------------------------------------- | ---------------------------------------------------------------------- | ---------------------------------------------------------------------- | ---------------------------------------------------------------------- | ---------------------------------------------------------------------- | ---------------------------------------------------------------------- | ---------------------------------------------------------------------- |
| 20-10-2021                                                             | Algeri                                                                 | Algeria                                                                | 14 – 0                                                                 | Sudan                                                                  | Qual. Coppa d'Africa 2022                                              | 2                                                                      | 67’                                                                    |
| 25-11-2021                                                             | Tunisi                                                                 | Tunisia                                                                | 0 – 1                                                                  | Algeria                                                                | Amichevole                                                             | 1                                                                      | 77’                                                                    |
| 23-2-2022                                                              | Algeri                                                                 | Algeria                                                                | 0 – 0                                                                  | Sudafrica                                                              | Qual. Coppa d'Africa 2022                                              | -                                                                      |                                                                        |
| 14-7-2023                                                              | Thiès                                                                  | Senegal                                                                | 3 – 1                                                                  | Algeria                                                                | Amichevole                                                             | -                                                                      | 67’                                                                    |
| 18-7-2023                                                              | Thiès                                                                  | Senegal                                                                | 4 – 0                                                                  | Algeria                                                                | Amichevole                                                             | -                                                                      | 45’                                                                    |
| 20-9-2023                                                              | Njeru                                                                  | Uganda                                                                 | 1 – 2                                                                  | Algeria                                                                | Qual. Coppa d'Africa 2024                                              | -                                                                      |                                                                        |
| 26-9-2023                                                              | Orano                                                                  | Algeria                                                                | 1 – 1                                                                  | Uganda                                                                 | Qual. Coppa d'Africa 2024                                              | -                                                                      |                                                                        |
| 30-11-2023                                                             | Algeri                                                                 | Algeria                                                                | 5 – 1                                                                  | Burundi                                                                | Qual. Coppa d'Africa 2024                                              | -                                                                      |                                                                        |
| 4-12-2023                                                              | Algeri                                                                 | Burundi                                                                | 0 – 1                                                                  | Algeria                                                                | Qual. Coppa d'Africa 2024                                              | -                                                                      | 60’                                                                    |
| 24-2-2024                                                              | Algeri                                                                 | Algeria                                                                | 2 – 0                                                                  | Burkina Faso                                                           | Amichevole                                                             | -                                                                      | 65’                                                                    |
| 27-2-2024                                                              | Algeri                                                                 | Algeria                                                                | 3 – 0                                                                  | Burkina Faso                                                           | Amichevole                                                             | -                                                                      | 67’                                                                    |
| 4-4-2024                                                               | Tunisi                                                                 | Tunisia                                                                | 2 – 1                                                                  | Algeria                                                                | Amichevole                                                             | -                                                                      |                                                                        |
| 7-4-2024                                                               | Tunisi                                                                 | Tunisia                                                                | 2 – 2                                                                  | Algeria                                                                | Amichevole                                                             | -                                                                      |                                                                        |
| 27-11-2024                                                             | Blida                                                                  | Algeria                                                                | 2 – 1                                                                  | Uganda                                                                 | Amichevole                                                             | -                                                                      |                                                                        |
| 30-11-2024                                                             | Blida                                                                  | Algeria                                                                | 1 – 0                                                                  | Uganda                                                                 | Amichevole                                                             | -                                                                      | 81’                                                                    |
| 19-2-2025                                                              | Giuba                                                                  | Sudan del Sud                                                          | 0 – 5                                                                  | Algeria                                                                | Qual. Coppa d'Africa 2026                                              | -                                                                      |                                                                        |
| 25-2-2025                                                              | Blida                                                                  | Algeria                                                                | 3 – 0                                                                  | Sudan del Sud                                                          | Qual. Coppa d'Africa 2026                                              | -                                                                      |                                                                        |
| 1-7-2025                                                               | Blida                                                                  | Algeria                                                                | 0 – 3                                                                  | Senegal                                                                | Amichevole                                                             | -                                                                      |                                                                        |
| 6-7-2025                                                               | Casablanca                                                             | Algeria                                                                | 1 – 0                                                                  | Botswana                                                               | Coppa d'Africa - 1º turno                                              | -                                                                      | 89’                                                                    |
| 10-7-2025                                                              | Casablanca                                                             | Tunisia                                                                | 0 – 0                                                                  | Algeria                                                                | Coppa d'Africa - 1º turno                                              | -                                                                      |                                                                        |
| 13-7-2025                                                              | Casablanca                                                             | Nigeria                                                                | 0 – 0                                                                  | Algeria                                                                | Coppa d'Africa - 1º turno                                              | -                                                                      | 61’                                                                    |
| 19-7-2025                                                              | Berkane                                                                | Algeria                                                                | 0 – 0 dts (2 – 4 dtr)                                                  | Ghana                                                                  | Coppa d'Africa - Quartici finale                                       | -                                                                      | 100’                                                                   |
| Totale                                                                 |                                                                        | Presenze                                                               | 22                                                                     |                                                                        | Reti                                                                   | 3                                                                      |                                                                        |